# Les Papas du dimanche
Les Papas du dimanche é um filme de drama francês dirigido por Louis Becker, lançado em 25 de janeiro de 2012.
É uma adaptação do romance homônimo de François d'Épenoux, publicado em 2005. O filme foi rodado em La Rochelle, no Carântono Marítimo.

## Sinopse
Após a infidelidade da esposa, Antoine, pai de 3 filhos, deixa o lar conjugal e refugia-se com o irmão. Ele se torna um “pai dominical”, daqueles que só vêem os filhos alguns dias por semana, fins de semana alternados, conciliando os dias de creche, o trabalho e o divórcio.

## Elenco

### Adultos
- Thierry Neuvic: Antoine
- Hélène Fillières: Jeanne
- Olivier Baroux: Léo
- Marilyne Canto: Léa
- Amandine Chauveau: Karine
- Lucie Loue: Laure
- Nicolas Guillot: Pierre-Emmanuel
- Renan Carteaux: Martin
- Hélène Coulon: A mãe de Antoine
- Sandra Trillat: Juliette
- Olivier Suire Verley: Jean-Paul
- Élodie Frenck: Isabelle
- Émilie Marsh: A garçonete
- Guillaume Ferrand: O garçom
- Sacha Bourdo: O vendedor de árvores Michka
- Julie Meunier: O secretário
- Thierry Lhermitte: Morgan
- Sophie Fougère: Clémence
- François d'Epenoux: Thomas
- Yannig Samot: Cyril
- Pascal Simon: O dono do café
- Emmanuel Vieilly: O comerciante do café
- Corinne Pougnaud: O juíz
- Thomas Blanchet: Amigo de Jeanne
- Pierre Renverseau: Homem dos arquivos
- Armelle Lecoeur: O vendedor de waffles
- Christophe Sardain: O oficial de justiça
- Boris Vernov: Igor
- Bernard Bolzinger: O homem no passeio

### Crianças
- Nina Rodriguez: Alice
- Nicolas Rompteaux: Vincent
- Araùna Bernheim-Dennery: Nine
- Lodoïs Simonneau: Benjamin